# Für'n Arsch
Für'n Arsch è l'album di debutto del gruppo pop punk tedesco WIZO, pubblicato nel 1991 da Hulk Räckorz Records.

## Tracce
1. Diese Welt – 2:59
2. I want You to be ma girl – 2:28
3. Gute Freunde – 4:04
4. Good Bye – 2:57
5. Der Käfer – 0:28
6. Kadett B – 2:28
7. K.I.K.III – 2:13
8. Kein Gerede – 2:45
9. Walter – 3:59
10. Jupp – 1:19
11. Selenbrant – 3:27
12. Unemployed – 2:01
13. Sylvia – 3:32

## Crediti[2]
- Axel Kurth - voce, chitarra
- Jörn Genserowski - basso, cori
- Charly - batteria, cori
- Timo Fröhlich - artwork
- Achim Köhler - ingegneria del suono, mastering
- Olly Koblenzer - fotografia